# 電車を止めるな!
『電車を止めるな!』（でんしゃをとめるな!）は、2019年6月6日にPHP文芸文庫レーベルより発売された寺井広樹の小説、および、同作を原作として銚子電気鉄道が製作し2020年8月28日に公開された日本映画。あるいは、各主催ごとの朗読劇。正式タイトルは、小説版は『電車を止めるな! 〜呪いの6.4km〜』、映画版は『電車を止めるな! 〜のろいの6.4km〜』。

## 概要
小説発売当時、実際に厳しい経営状況にあった銚子電鉄を舞台とするコメディータッチのホラー作品。内容は、経営難打開のために銚子電鉄が企画した心霊電車イベントでライブ配信中に社員のやらせが発覚しネット上で大炎上する中、本物のような心霊現象が次々に起こりパニックになるというもの。タイトルは、低予算ながら大ヒットした映画『カメラを止めるな!』に触発され名付けられた。
小説を執筆した寺井広樹は、2018年に銚子電鉄が発売しヒット商品となったスナック菓子「まずい棒」の考案者でもある。小説の印税の一部は、寺井の意向により銚子電鉄に寄付される。

## 書誌情報
- 『電車を止めるな! 〜呪いの6.4km〜』PHP研究所<PHP文芸文庫>、2019年6月6日 ISBN 978-4-569-76895-3

## 映画

### 製作
変電所の老朽化が深刻化する中、興行収入を改修費に活用しようと製作を開始。製作費を得るためにCAMPFIREでクラウドファンディングを行い、500万円の目標額に対し515万7610円の支援金が寄せられた。2019年公開を予定していたが、完成度を高めるため追加撮影したほか、新型コロナウイルス感染症流行の影響もあり公開時期が延期となった。最終的にかかった費用は2000万円。竹本勝紀社長らが費用を捻出し、完成にこぎつけた。鑑賞券には1日乗車券が付いている。

### キャスト
- 蔵本勝介：コウガシノブ
- 簑毛よだつ：道井良樹
- 広瀬じゅず：池上恵
- めむたん：末永百合恵
- 龍宮司一馬：秦野豪
- 谷川亮太：松本倖大
- HINA：HINA
- みちゅみん：小嶋みつみ
- 丑雄くん：手塚涼大
- 音無京子：相馬絵美
- 村井美樹：村井美樹
- 木村裕子：木村裕子
- 斎藤：柏木亮
- 蔵本陽子：谷口礼子
- 泣石家霊照：泣石家霊照
- 池田諭
- 児玉純一
- 鉄平
- 宮原健斗
- 光益公映
- 片岡馨（スペシャルゲスト）
- 中田敦彦（友情出演）
- 日野日出志（特別出演）

### スタッフ
- 原作：寺井広樹「電車を止めるな!」（PHP研究所）
- 代表取締役プロデューサー：竹本勝紀
- 監督：赤井宏次
- 脚本：赤井宏次、竹本勝紀、寺井広樹、吉村みやこ
- 編集・VFX：遊佐和寿
- エンディングテーマ：知里「虹のかなたに」、松本卓也「さようなら ありがとう」
- 挿入歌：峠恵子「銚子電鉄のうた」（作曲：新垣隆）、宮川まどか「子守歌」

## 朗読劇

### 清月エンターテイメント主催
清月エンターテイメントの主催で2020年1月25日・26日に全6公演の朗読劇が公演された。キャストはAチームとBチームの2チーム制で回替わり。
キャスト（Aチーム）
- 古賀司照
- 足立篤史
- 石塚雅司
- 桑子高澄
- 齊藤祥
- ザバト麗子
- 重役室長
- 守藤蒼倭
- 小鳥遊せせり
- 生川春花
- 波白りか
- 岩冨ひふみ
- 古谷百菜
- 淮田彗太郎

キャスト（Bチーム）
- 駒塚由衣
- いっしー
- 入江道大
- 大貫友理奈
- cochi
- 西村晃一
- 坂内昴
- 陽奈
- 真崎千波
- 水田麻稀
- 幕
- 百武美愉
- 山口ひろみ
- 凌平

スタッフ
- 原作：寺井広樹
- 脚本・演出：神田裕司
- 音楽プロデューサー・演出補：木村太郎
- 演出補：入江道大
- 作曲・ピアノ演奏：良峰由香
- 照明：竹内渉
- 音楽協力：イーマ・サウンド

### JAPAN BEST TV主催
本編の朗読ではなく「電車を止めるな！アナザーストーリー」。JAPAN BEST TVの主催で2022年6月16日から19日に全8公演の朗読劇が公演された。キャストはAチームとBチームの2チーム制でそれぞれ日に1公演ずつ。
キャスト（Aチーム）
- 農塚誓志
- 斉藤レイ
- 岩冨仁美
- 須賀由美子
- 杏さゆり
- 岡田彩花
- 杉田友里
- 黒木美結
- Mirai
- 一護大福
- 重役室長
- 陶國貴矢
- 北出浩二
- 筒井巧

キャスト（Bチーム）
- 松川貴則
- 橋本智恵子
- 水田麻稀
- 松岡美沙
- 吉田蒼
- 陽奈
- 珠羅
- てるてる
- 新名みなみ
- いっしー
- 加賀川成生
- 平田晃一郎
- 豊村貴洋
- 宮崎恵治

スタッフ
- 原作：寺井広樹
- 脚本演出：神田裕司
- 舞台監督：笹浦暢大
- 音響：増茂光夫
- 照明：池谷康正（CandyStudio）
- 演出補：いっしー、水田麻稀、岩冨仁美
- 衣装：水田麻稀、岩冨仁美
- 映像：高橋武良、Mirai
- カメラマン：いっしー、高橋直矢
- 編集：Mirai
- 主題歌：「POLITYPE」（Vo.山﨑ゆか／Gt.東山瞭汰／Key.葉桐新）
- トランポ ：㈱三幸
- スタッフ：陶國貴矢、重役室長、加賀川成生、小田千奈未
- チラシデザイン：株式会社オフィスミゼット
- 制作：株式会社あるひ、Mirai
- プロデューサー：アレス